# Ezar Vorbarra
Ezar Vorbarra is een personage in Lois McMaster Bujolds sciencefictionserie, de Vorkosigan Saga.
Ezar Vorbarra was de keizer van Barrayar in de tijd waarin de roman Shards of Honor zich afspeelt. Er is niet heel veel bekend van dit personage; wel is hij heel nadrukkelijk aanwezig in de ene scene waarin hij optreedt.

## Biografie
Ezar Vorbarra's afkomst wordt niet expliciet gemaakt in de boekenreeks, maar hij stamt niet af van zijn directe voorganger Yuri of diens broer Xav.
Ezar vocht tijdens de bezetting door Cetaganda samen met Piotr Vorkosigan en de Vorkosigan guerrillastrijders in de Dendarii Bergen tegen de Cetagandezen, en weet daar zijn latere slechte gezondheid aan. Een te hoge blootstelling aan de kernwapens waarmee de oorlog uitgevochten werd.
Na de aftocht van Cetaganda vervolgde Ezar zijn militaire carrière en behaalde uiteindelijk de rang van generaal. Hij had de leiding over het Groene Leger toen Keizer Yuri besloot om de meeste leden van zijn eigen familie om te brengen, waaronder alle kinderen van zijn broer prins Xav. Hieronder ook Xav's dochter, prinses Olivia Vorbarra Vorkosigan, de vrouw van Piotr Vorkosigan en hun beider oudste zoon.
Hoewel Piotr Vorkosigan en prins Xav politieke tegenstanders waren, bundelden ze onmiddellijk hun krachten tegen de keizer en vroegen Ezar zich bij hen te voegen. Prins Xav had, als directere afstammeling, een sterkere claim op het keizerschap, maar hij bood dit aan Ezra aan, om hem over te halen hun kant te kiezen. Gedurende de twee jaar durende burgeroorlog die volgde, trouwde Ezar met de jongere zus van Yuri, om zijn aanspraak op het keizerschap te versterken. Yuri werd uiteindelijk gevangen genomen en geëxecuteerd en Ezar besteeg de troon.
Een groot militair success was de verovering van Komarr, een planeet die de invasie door Cetaganda gefaciliteerd had, en die de enige toegang tot de rest van de menselijke beschaving vormde. Deze invasie werd gepland door Aral Vorkosigan (de tweede en overblijvende zoon van Piotr) en was opgezet om zonder bloedvergieten te slagen, door zorgvuldige planning en manipulatie. Dit lukte, met uitzondering van één bloedig incident dat veel kwaad bloed zette op de veroverde planeet.
Ezar kreeg slechts één kind, kroonprins Serg. Tegen het einde van zijn leven besefte Ezra dat Serg ongeschikt was om hem op te volgen, maar veel medestanders had met veel macht. Ezar besloot Serg toe te staan om nog een planeet, Escobar, aan te vallen terwijl hij wist dat het kansloos was, om zo in één keer van zowel de prins als zijn kompanen af te zijn, zonder dat er vragen zouden worden gesteld. Zijn vijfjarige kleinzoon, Gregor, werd toen kroonprins. Vlak voor zijn dood stelde Ezar Aral Vorkosigan aan als regent voor Gregor. Zijn laatste publieke optreden (via video) was de bekrachtiging van het regentschap door de verzamelde graven van Barrayar.

## Kenmerkende acties
- Bijdrage aan het winnen van de Cetagandaanse Oorlog
- Invasie van Komarr[2]
- Verbod op dueleren[2]
- Verschoof macht van de Graven naar de Ministeries[6] en toen weer terug
- De invasie van Escobar[2]
- Geen persvrijheid.[6]